# Corrado Lorefice

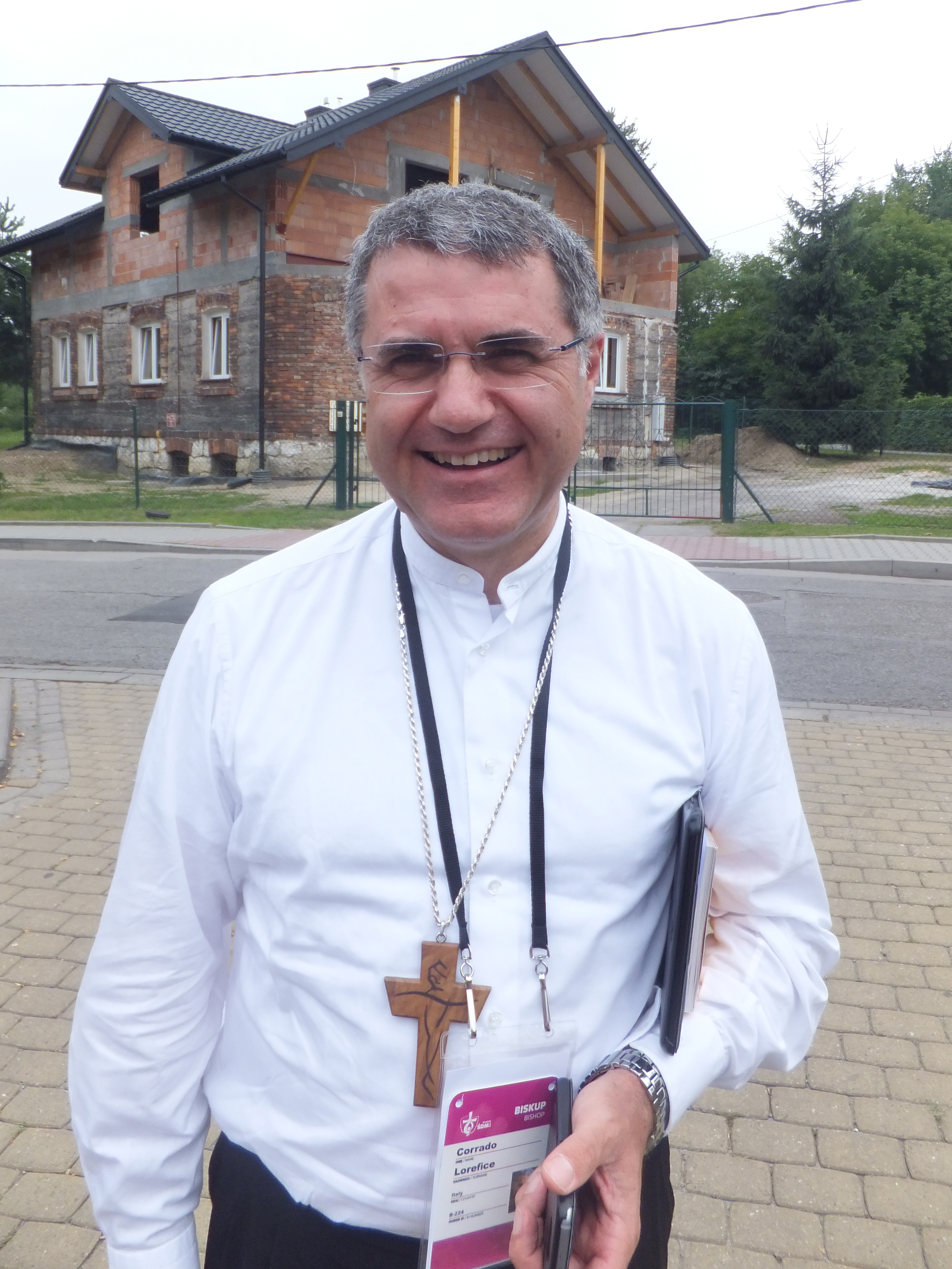
Corrado Lorefice beim Weltjugendtag 2016 in Krakau

Erzbischofswappen von Corrado Lorefice

Corrado Lorefice (* 12. Oktober 1962 in Ispica, Provinz Ragusa) ist ein italienischer Geistlicher und römisch-katholischer Erzbischof von Palermo.

## Leben
Corrado Lorefice empfing durch Bischof Salvatore Nicolosi am 26. September 1986 die Diakonen- und am 30. Dezember 1987 die Priesterweihe für das Bistum Noto.
Als junger Priester wurde Lorefice von Giuseppe Puglisi („Don Pino“) und dessen Einsatz für die Armen und gegen die Mafia geprägt. 2014 verfasste er ein Buch über Puglisi. Als Erzpriester in Modica prangerte er die Verbrechen der Mafia an.
Papst Franziskus ernannte ihn am 27. Oktober 2015 zum Erzbischof von Palermo. Die Bischofsweihe empfing er am 5. Dezember 2015 durch seinen Amtsvorgänger Paolo Kardinal Romeo in der Kathedrale von Palermo. Mitkonsekratoren waren Antonio Staglianò, Bischof von Noto, und Paolo De Nicolò, emeritierter Kurienbischof. Als Erzbischof von Palermo ist er auch Metropolit der Kirchenprovinz Palermo und Primas von Sizilien sowie Kanzler der Päpstlichen Theologischen Fakultät von Sizilien. Am 21. Oktober 2016 überreichte ihm der Apostolische Nuntius in Italien, Erzbischof Adriano Bernardini, das von Papst Franziskus am 29. Juni desselben Jahres im Petersdom gesegnete Pallium als Amtsabzeichen des Metropoliten.
Anlässlich des 25. Jahrestages der Ermordung von Giuseppe Puglisi am 15. September 2018 empfing er Papst Franziskus in Palermo zu einem Pastoralbesuch.

## Schriften
- Gettate le reti: itinerario parrocchiale di preghiera per le vocazioni, Edizioni Paoline, Mailand 2004, ISBN 88-315-2602-2.
- Dossetti e Lercaro: la Chiesa povera e dei poveri nella prospettiva del Concilio Vaticano II, Edizioni Paoline, Mailand 2011, ISBN 978-88-315-4003-2.
- La compagnia del Vangelo. Discorsi e idee di don Pino Puglisi a Palermo. San Lorenzo, Reggio Emilia 2014, ISBN 978-88-8071-228-2
- Primi discorsi e omelie, Il Pozzo di Giacobbe, Trapani 2016, ISBN 978-88-6124-625-6.
- Scrivo a voi padri, scrivo a voi giovani (1Gv 2,13) - La parola di Dio genera gioia piena e vita in abbondanza, Edizioni Paoline, Mailand 2017, ISBN 978-88-922-1348-7.